# Nadelholzmarkröhrenrüssler

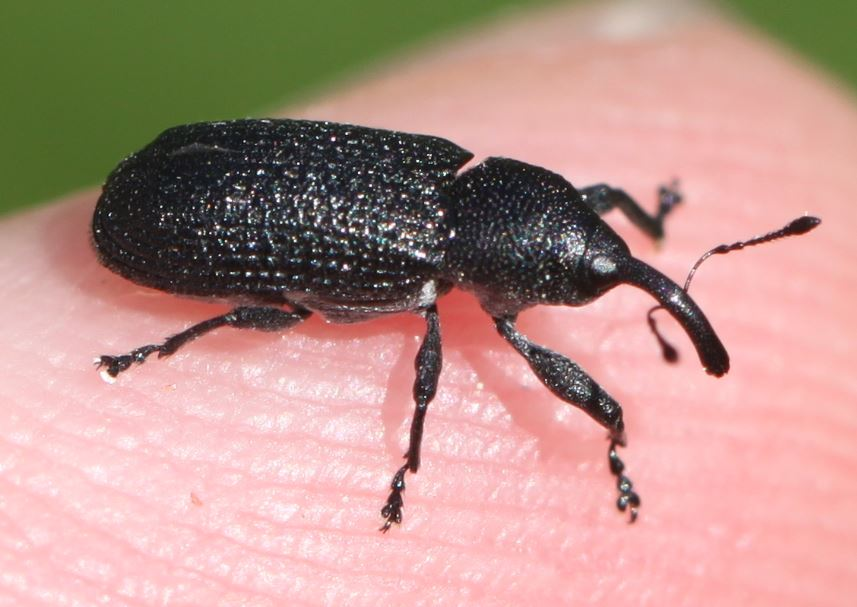

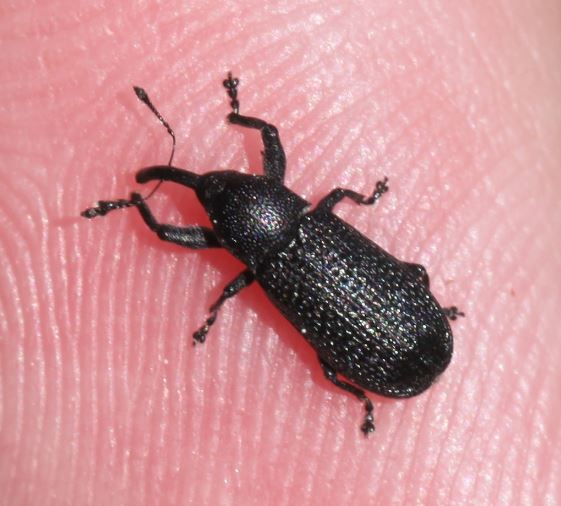

Der Nadelholzmarkröhrenrüssler (Magdalis memnonia) ist ein Käfer aus der Familie der Rüsselkäfer (Curculionidae).

## Merkmale
Die Käfer sind 4,6–8 mm lang. Sie besitzen eine schwarze Grundfarbe. Über die leicht glänzenden Flügeldecken verlaufen kräftige Streifen großer viereckiger Punkte. Getrennt werden die Punktstreifen durch schmale Zwischenräume. Die Basis der Flügeldecken ist gerundet vorgezogen. Das 1. und das 2. Sternit sind grob und tief punktiert.

## Verbreitung
Die Käferart ist in der westlichen Paläarktis heimisch. In Europa ist sie weit verbreitet, fehlt jedoch in Fennoskandinavien und auf der irischen Insel. Im Süden reicht das Vorkommen bis nach Nordafrika, im Osten bis nach Sibirien.

## Lebensweise
Als Wirtspflanzen der Käferart dienen Kiefern (Pinus) und Fichten (Picea). Die Eiablage findet unter der Rinde geschwächter oder frisch abgestorbener Zweige statt. Die geschlüpften Larven bohren sich in das Mark der Zweige. Sie fressen dieses auf einer Länge von etwa 10 cm aus. Anschließend verpuppen sie sich am Ende der Fraßgänge. Dies passiert gewöhnlich im Sommer. Die Käfer überwintern in der Regel in den Zweigen und erscheinen erst im folgenden Frühjahr. Dann beobachtet man sie zwischen Ende April und Ende Juni.
Da die befallenen Bäume meist schon anderweitig geschädigt sind, wird der Nadelholzmarkröhrenrüssler gewöhnlich nicht als Forstschädling eingestuft.